# 御史中丞
御史中丞，中国古代官名，為一種御史。

## 沿革

### 秦與西漢
秦與漢初，御史大夫為丞相副，與丞相、太尉並稱三公。御史大夫有二丞，一在宮中，稱為御史中丞，掌管侍御史；一在宮外，稱御史丞。漢初時，丞相執政，政策由丞相遣給事中代奏皇帝，經皇帝許可後，由御史中丞及其屬紀錄（常見「制曰可」表示允許）並傳遞出宮，以御史大夫名義交丞相府施行。御史中丞、侍御史因為職務的便利，亦審查文書，檢舉非法。武帝時，用中書謁者省蒞文書，御史中丞漸漸專掌兰台图籍秘书事，综领十三州刺史，监察天下郡国官吏、审计上报的各类文件帐簿等。漢朝自此規定，天下奏章上尚書台，但弹劾三公、九卿非法，則上御史台。

### 東漢以後
汉哀帝改丞相稱大司徒，御史大夫為大司空。政權歸尚書以後，大司徒、大司空常為虛職，御史中丞遂成为御史臺长官，御史丞式微。東漢時御史中丞還會被朝廷派到地方鎮壓民變。此后中丞之職历代相沿不改，唯官名时有变动：曹操曾改御史中丞为宫正，取其纠弹百官朝仪的职掌而言；北魏亦曾改称中尉。南北朝时期，御史大夫时置时废、即令置大夫亦往往缺位。故中丞实为御史臺长官无疑。隋但置御史大夫，不置御史中丞，这是因为避讳（隋太祖名杨忠）的缘故。唐朝、五代、宋均大夫与中丞并置，唯大夫极少除授，仍以中丞为长官。《通典》載：“江左中丞虽亦一时髦彦，然膏粱名士犹不乐。”劉宋琅琊王氏王球的从弟王僧朗被指派為御史中丞，王球卻告訴他：“汝为此官，不复成膏粱矣。”梁代萧子显曾直言“甲族向来多不居宪台”，南齐沛国相县刘氏的刘休擔任過御史中丞，不久即告退休，他曾统计過刘宋王朝凡六十年，担任御史中丞的有53人，平均每人任期僅一年左右。史家周一良稱：“自宋至梁。御史中丞之职迄不受重视”。明朝废御史臺、改设都察院，此官遂废。清朝，巡抚常带都察院右副都御史衔，时以为副都御史可比前代御史中丞，故习称巡抚为中丞。

## 現代餘響
1911年辛亥革命，中華民國創立後，立監察院，依革命倡導者孫中山之理念等於御史之職。現在中華人民共和國國家監察委員會主任的級別和功能與御史中丞類似。

### 引用
1. ↑   书名: 《高敏先生八十华诞纪念文集》作者: 郑州大学历史学院编 当前第:142页
2. ↑  《通典》卷24《职官六·御史台》
3. ↑  《通典》卷二十四《职官·中丞》：“王球甚矜曹地，遇从弟（王）僧朗除御史中丞，（王）球谓曰：'汝为此官，不复成膏粱矣。'”
4. ↑  《南齐书》卷三四《刘休传》记载：“臣竊尋宋世載祀六十，歷職斯任者五十有三，校其年月，不過盈歲。”
5. ↑  《魏晋南北朝史札记》